# Daniele Meucci
Daniele Meucci (né le 7 octobre 1985 à Pise) est un athlète italien, spécialiste des courses de fond.

## Biographie
Après une médaille de bronze aux Championnats d'Europe espoirs à Debrecen et plusieurs victoires significatives aux Championnats nationaux italiens, Daniele Meucci remporte la médaille de bronze du 10 000 m, avec le temps de 28 min 27 s 33 (temps identique du médaillé d'argent le Britannique Chris Thompson), lors des Championnats d'Europe d'athlétisme 2010 à Barcelone. Il est sélectionné pour représenter l'Europe sur 3 000 m lors de la Coupe continentale d'athlétisme 2010.
À Daegu 2011, il termine 10e en finale du 5 000 m où il se qualifie, juste après avoir été 12e du 10 000 m, parmi les rares « blancs » à résister à ce niveau de la compétition, dominé par la Corne de l'Afrique ou leurs descendants.
Lors des Championnats d'Europe d'athlétisme 2012, il s'illustre en manquant de très peu la médaille sur 5 000 m et en remportant celle d'argent sur 10 000 m. Peu après, à Heusden-Zolder, il bat son record sur la première distance en 13 min 19 s 00 ce qui le qualifie sur les deux épreuves pour les Jeux olympiques de Londres.
Le 5 juin 2016, il remporte la Coupe d'Europe du 10 000 mètres en individuel et par équipes à Mersin.
En remportant deux médailles de bronze, en individuel et par équipes, sur le semi-marathon des Championnats d'Europe 2016 à Amsterdam, après celles obtenues en 2010, 2012 et 2014, il devient l'athlète italien le plus médaillé de ces championnats après Pietro Mennea (6 médailles).
Le 6 août 2017, il termine 6e à égalité de temps avec le 5e, Gideon Kipketer (départagé au photo-finish) du marathon lors des Championnats du monde à Londres, en battant son record personnel en 2 h 10 min 56.
Le 18 juillet 2018, il annonce qu'il ne prendra pas part aux Championnats d'Europe à Berlin.

## Palmarès
| Date | Compétition                                    | Lieu                   | Résultat | Épreuve       |
| ---- | ---------------------------------------------- | ---------------------- | -------- | ------------- |
| 2006 | Championnats d'Europe espoirs de cross-country | San Giorgio su Legnano | 3e       | Individuel    |
| 2006 | Championnats d'Europe espoirs de cross-country | San Giorgio su Legnano | 2e       | Par équipes   |
| 2007 | Championnats d'Europe espoirs                  | Debrecen               | 3e       | 10 000 m      |
| 2009 | Championnats d'Europe de cross-country         | Dublin                 | 9e       | Individuel    |
| 2010 | Championnats d'Europe                          | Barcelone              | 6e       | 5 000 m       |
| 2010 | Championnats d'Europe                          | Barcelone              | 3e       | 10 000 m      |
| 2011 | Championnats du monde                          | Daegu                  | 10e      | 5 000 m       |
| 2011 | Championnats du monde                          | Daegu                  | 12e      | 10 000 m      |
| 2012 | Championnats d'Europe                          | Helsinki               | 5e       | 5 000 m       |
| 2012 | Championnats d'Europe                          | Helsinki               | 2e       | 10 000 m      |
| 2012 | Jeux olympiques                                | Londres                | 24e      | 10 000 m      |
| 2012 | Championnats d'Europe de cross                 | Budapest               | 3e       | Individuel    |
| 2013 | Championnats du monde                          | Moscou                 | 19e      | 10 000 m      |
| 2013 | Marathon de New York                           | New York               | 10e      | Marathon      |
| 2014 | Championnats d'Europe                          | Zurich                 | 1er      | Marathon      |
| 2015 | Championnats du monde                          | Pékin                  | 8e       | Marathon      |
| 2016 | Championnats d'Europe                          | Amsterdam              | 3e       | Marathon      |
| 2018 | Jeux méditerranéens                            | Tarragone              | 4e       | Semi-marathon |
| 2018 | Championnats d'Europe de cross-country         | Tilbourg               | 11e      | Individuel    |
| 2023 | Championnats du monde                          | Budapest               | 10e      | Marathon      |

## Records
| Épreuve       | Performance    | Lieu           | Date            |
| ------------- | -------------- | -------------- | --------------- |
| 5 000 m       | 13 min 19 s 00 | Heusden-Zolder | 7 juillet 2012  |
| 10 000 m      | 27 min 32 s 86 | Palo Alto      | 29 avril 2012   |
| Semi-marathon | 1 h 0 min 11 s | Rome           | 17 octobre 2021 |
| Marathon      | 2 h 7 min 49 s | Séville        | 18 février 2024 |